# Colibrí amazília d'Hondures
El colibrí amazília d'Hondures (Amazilia luciae) és una espècie d'ocell de la família dels troquílids (Trochilidae) que habita zones relativament àrides de les terres baixes d'Hondures properes al Carib.